# Автомобильная промышленность Казахстана
Автомобильная промышленность Казахстана является одним из 12 приоритетных направлений индустриального развития несырьевого сектора в составе экономики Казахстана. Казахстан является членом Международной организации автопроизводителей. По состоянию на 2019 год доля автомобильной промышленности в национальном машиностроении составляла 26 %.

## История

### Казахская ССР
В Советское время Казахстан не имел как таковой автомобильной промышленности, однако, на территории Республики было несколько крупных авторемонтных и машиностроительных предприятий, которые занимались не только капитальным ремонтном автомобильной техники, но и производили на её базе специализированный автомобильный транспорт. Так Алма-Атинский ремонтно-кузовной завод в 1950-е годы производил автобусы типа ГЗА-651 на шасси ГАЗ-51А. Алма-Атинский авторемонтный завод № 2 в том числе и с открытым кузовом для обслуживания туристов курорта Медео, а также автобусные прицепы. Опытно-механический завод имени Крючкова Минбыта Казахской ССР, расположенный в Алма-Ате, занимался производством автомобилей службы быта и автолавок. Сайрамский ремонтно-мехнический завод в Чимкенте с 1968 года освоил производство автобусов модели «Казахстан-1» на шасси ГАЗ-51А, а позднее ГАЗ-53А, а в 1980-е годы начала производство передвижных бань на шасси грузовиков ЗИЛ-157К и ЗИЛ-131. Предприятие «Востокмашзавод» из Усть-Каменогорска производил специальные автобусы для работы в добывающих шахтах. Алма-Атинский опытно-экспериментальный завод производил специальные автофургоны для дорожно-ремонтных служб. Предприятие «Актюбрентген» выпускало передвижные рентген-кабинеты. Уральский ремонтный завод в городе Уральске и Щучинский ремонтно-механический завод производили автоцистерны для перевозки нефтепродуктов и топливозаправщики. Уштобинский ремонтно-механический завод автоцистерны для перевозки воды на отгонные пастбища. Завод «Целиноградсельмаш» из одноимённого города производил автосамосвалы на шасси грузовиков ЗиЛ. Другое целиноградское предприятие «Целинэнергоремонт» производило телескопические автовышки и передвижные электроподстанции. Также существовал ряд авторемонтных заводов в Алма-Ате, Джамбуле, Петропавловске, Актюбинске, Гранитогорске.

### 2000-е годы
История современного автомобилестроения в Казахстане может отсчитываться с 28 марта 2003 года, когда началась продажа автомобилей «Нива», произведённых на заводе «Азия Авто». Объёмы производства были скромными, их максимум составлял 4 тысяч единиц, а основную часть авторынка занимал импорт. Автомобиль был протестирован 13 августа 2003 года Президентом Казахстана Нурсултаном Назарбаевым, который отметил, что у производства «Нив» в Казахстане есть хорошие перспективы.
В 2005 году в Казахстане было официально продано 13572 автомобиля местного производства: в том же году в страну пришёл первый крупный производитель в лице КамАЗ. Позже открыли свои производства такие марки автомобилей, как Daewoo, Hyundai, IVECO, ANKAI и т. д.. Наблюдалась следующая динамика продаж автомобилей казахского производства к 2010 году: 20094 в 2006 году, 35005 в 2007 году (пик продаж), 24822 и 16345 в 2008 и 2009 годах соответственно из-за последствий мирового финансового кризиса.

### 2010-е годы
В 2010 году, когда наметился выход из кризиса, при росте ВВП на 7 % Казахстан продал 22402 автомобилей. В 2010 году были подписаны первые соглашения о промышленной сборке моторных транспортных средств и принята Государственная программа индустриально-инновационного развития на 5 лет, что позволило ввести свыше 130 машиностроительных производств (сумма около 400 млрд тенге и создать свыше 14 тыс. рабочих мест). Объём производства автомобилей в структуре оборонной промышленности в 2010—2015 годах увеличился с 16 до 80 млрд тенге, превысив показатель лёгкой промышленности в кризисный 2015 год. В 2014 году была также выпущена первая партия электромобилей и 15 электроавтобусов отечественного производства.
В 2010 году, с образованием Таможенного союза и повышением ввозных пошлин на автомобили, компания КМК «Астана Моторс», занимавшаяся с 1992 года автодилерством занялась строительством собственного сборочного автозавода в Алматы. Таким образом «Астана Моторс» перешла в разряд автопроизводителей. В 2011 году был открыт завод Hyundai Trans Almaty по сборке грузовых автомобилей и автобусов марки Hyundai.

В 2015 году производство автотранспортных средств сократилось в физическом объёме на 57,1 %, а за первый квартал 2016 года по сравнению с прошлогодними показателями аналогичного периода это снижение составило 82,5 %. В частности, грузовых автомобилей за I квартал в 2016 году было выпущено всего 247 (на 14,2 % меньше по сравнению с I кварталом 2015 года), прицепов и полуприцепов — 114 (на 8,8 % меньше). Спрос на легковые автомобили по итогам января и февраля 2016 года снизился почти в 5 раз по сравнению с прошлогодним периодом, производство — в 13,4 раза. Более 91 % рынка приходилось на импорт. Экспорт составлял 2,9 % (97,1 % реализовывались на внутреннем рынке страны). Спрос на грузовые автомобили снизился в 4 раза, в этом сегменте казахские производители обеспечили 24,1 % рынка).

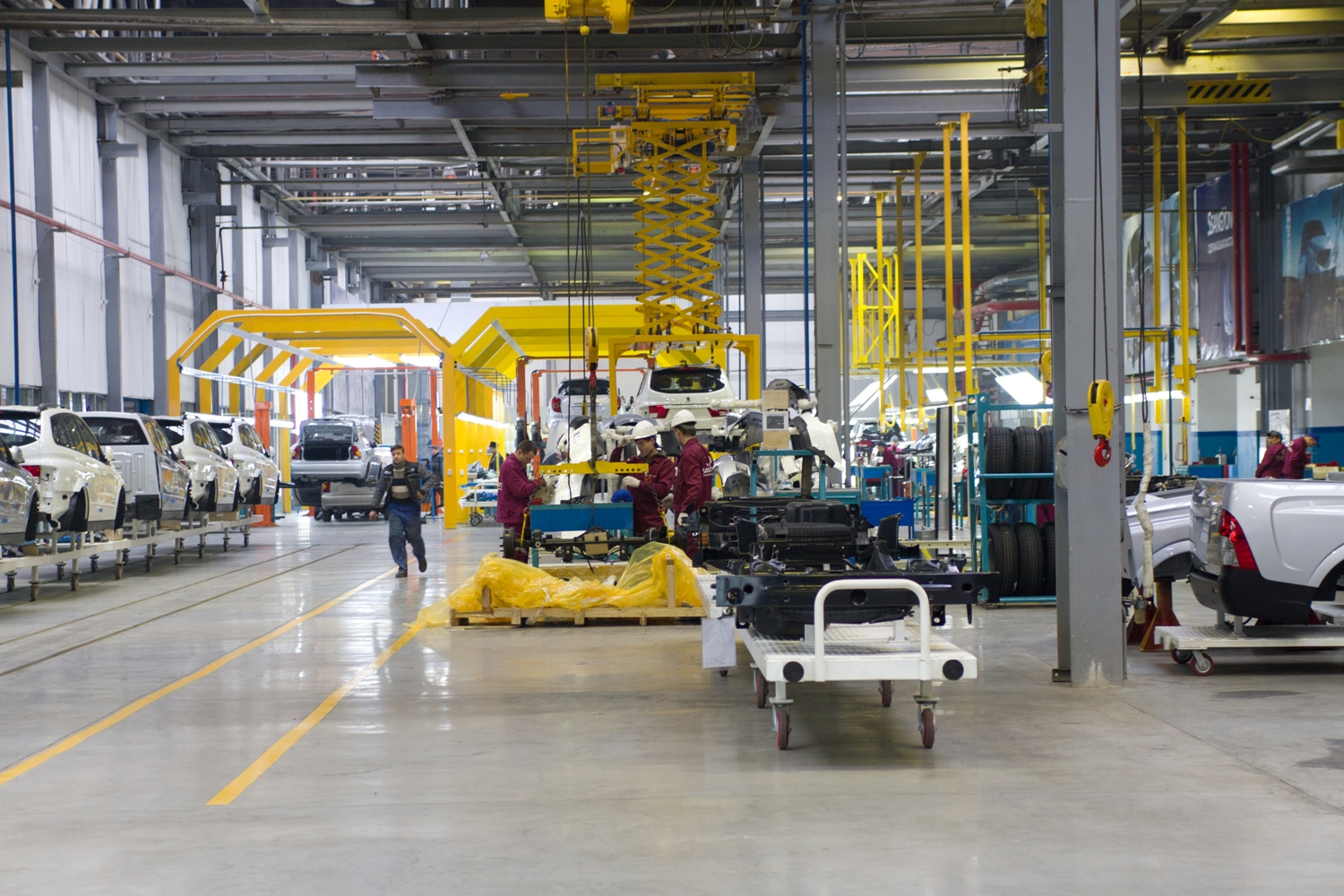
Цех сборки автомобилей SsangYong и ZAZ Chance на заводе «АгромашХолдинг»

В итоге к 2016 году значительного повышения доли реализуемых автомобилей казахского производства не было зафиксировано (максимальная доля составляла 26 %), в связи с чем была запущена программа промкооперации, а также введены ряд дополнительных мер. В новой Государственной программе на 2015—2019 годы автопром был отмечен в числе приоритетных отраслей.
В 2010—2019 годах объём производства вырос в 12,5 раз (50,4 тыс. единиц в 2019 году). В частности, 2019 году было произведено 50447 ед. транспортных средств (в том числе 44077 легковых автомобилей, рост производства 46,8 %) на сумму в 359,5 млрд тенге, ИФО составил 162,5 %. Было экспортировано 2629 автомобилей (преимущественно в Узбекистан и Россию). По состоянию на этот же год в стране ведутся сборки 167 моделей автомобилей (в том числе 39 легковых) 22 мировых брендов; 60 % реализуемых автомобилей производятся в Казахстане. Средний уровень локализации автопрома составляет 33 % (максимальный по отдельным моделям — более 50 %).
С 2018 года производители экологически чистых транспортных средств перешли на пятый экологический класс (в том числе при изготовлении коммерческой техники), а также освоили производство электромобилей.
Крупнейшие производители по числу выпущенных автомобилей в 2019 году:
- Hyundai (16332 ед.)
- Lada (14623 ед.)
- Ravon (5366 ед.)
- Kia (3683 ед.)
- JAC (2775 ед.)

3 апреля 2019 года принята Программа совместных действий между Казахстаном и Россией, затрагивающая сотрудничество двух стран в сфере развития автомобильной промышленности. С июня 2019 года действует Дорожная карта по развитию машиностроения на 2019—2024 годы.

### 2020-е годы
В 2021 году в отношении руководства автопредприятия «Азия Авто» началась проверка по делу о хищении средств, которые Казахстан выделял на развитие завода. Работа завода приостановилась. Глава «Азия Авто» Анатолий Балушкин сбежал из страны и был объявлен в розыск. В 2025 году, после расследования, был вынесен приговор, часть руководства получили по два с половиной года лишения свободы.
Тем временем в 2020 году «Астана Моторс» расширила свои мощности, запустив завод Hyundai Trans Kazakhstan по сборке легковых авто марки Hyundai. А в 2024-2025 годах компанией было локализовано производство автомобильных сидений и мультимедийных систем. Началось строительство завода Astana Motors Manufacturing Kazakhstan (AMMKZ), для производства легковых автомобилей разных марок на одном предприятии.

## Объём производства
В 2002—2017 годах в РК было выпущено более 100 тысяч легковых автомобилей.
|                                  | 2003 | 2004 | 2005 | 2006 | 2007 | 2008 | 2009 | 2010 | 2011 | 2012  | 2013  | 2014  | 2015  | 2016 | 2017  |
| -------------------------------- | ---- | ---- | ---- | ---- | ---- | ---- | ---- | ---- | ---- | ----- | ----- | ----- | ----- | ---- | ----- |
| Автомобили легковые пассажирские | 2628 | 3206 | 2268 | 2945 | 6311 | 3271 | 745  | 3176 | 8195 | 19186 | 37469 | 37160 | 12184 | 5192 | 16789 |
| Восточно-Казахстанская область   | 2628 | 3206 | 2268 | 2945 | 6311 | 3271 | 745  | 3099 | 7326 | 16522 | 31005 | 28806 | 6882  | 2962 | 11412 |
| Костанайская область             |      |      |      |      |      |      |      | 77   | 869  | 2664  | 6464  | 8354  | 5302  | 2230 | 5377  |

## Производители

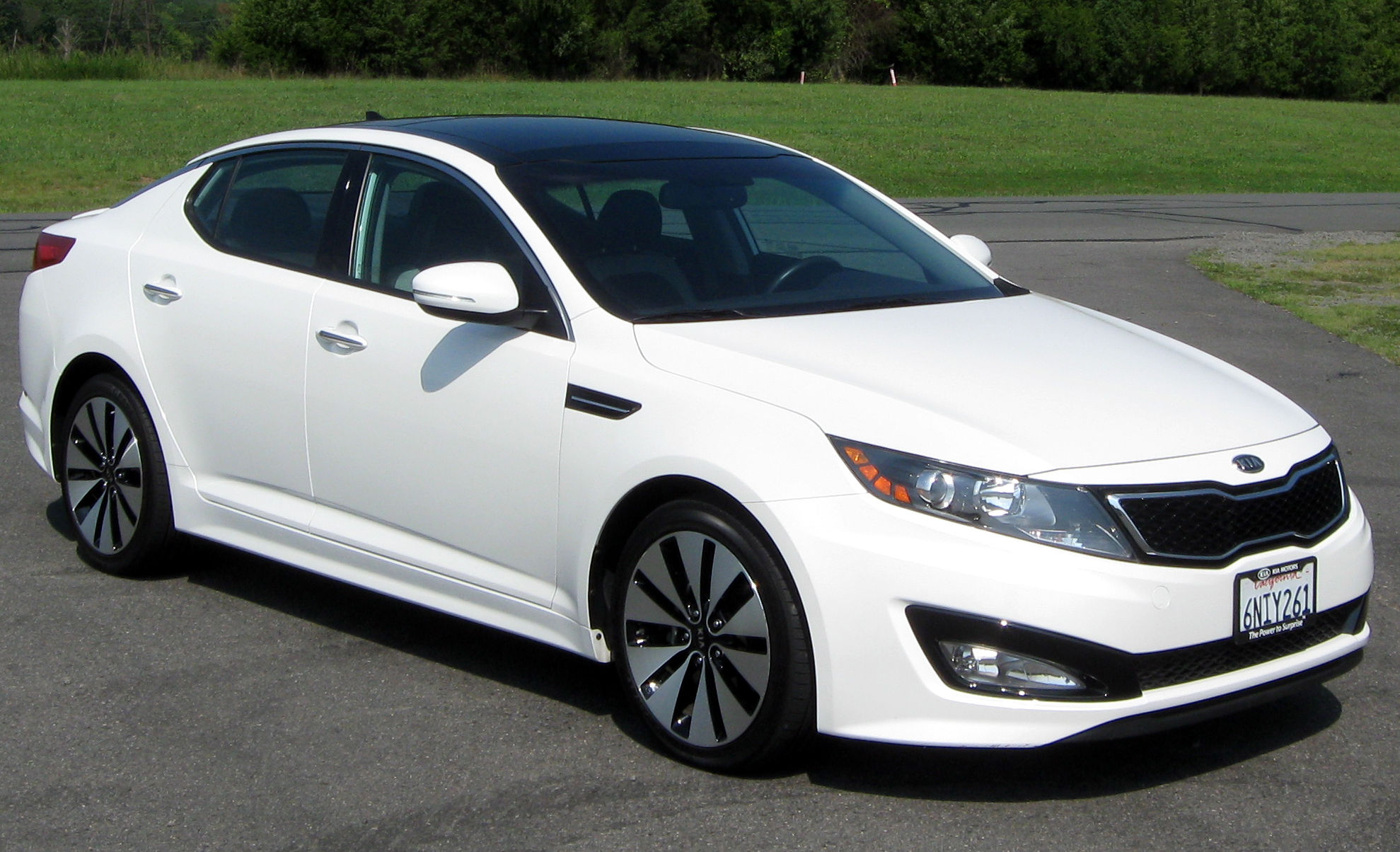
Kia Optima («Азия Авто»)

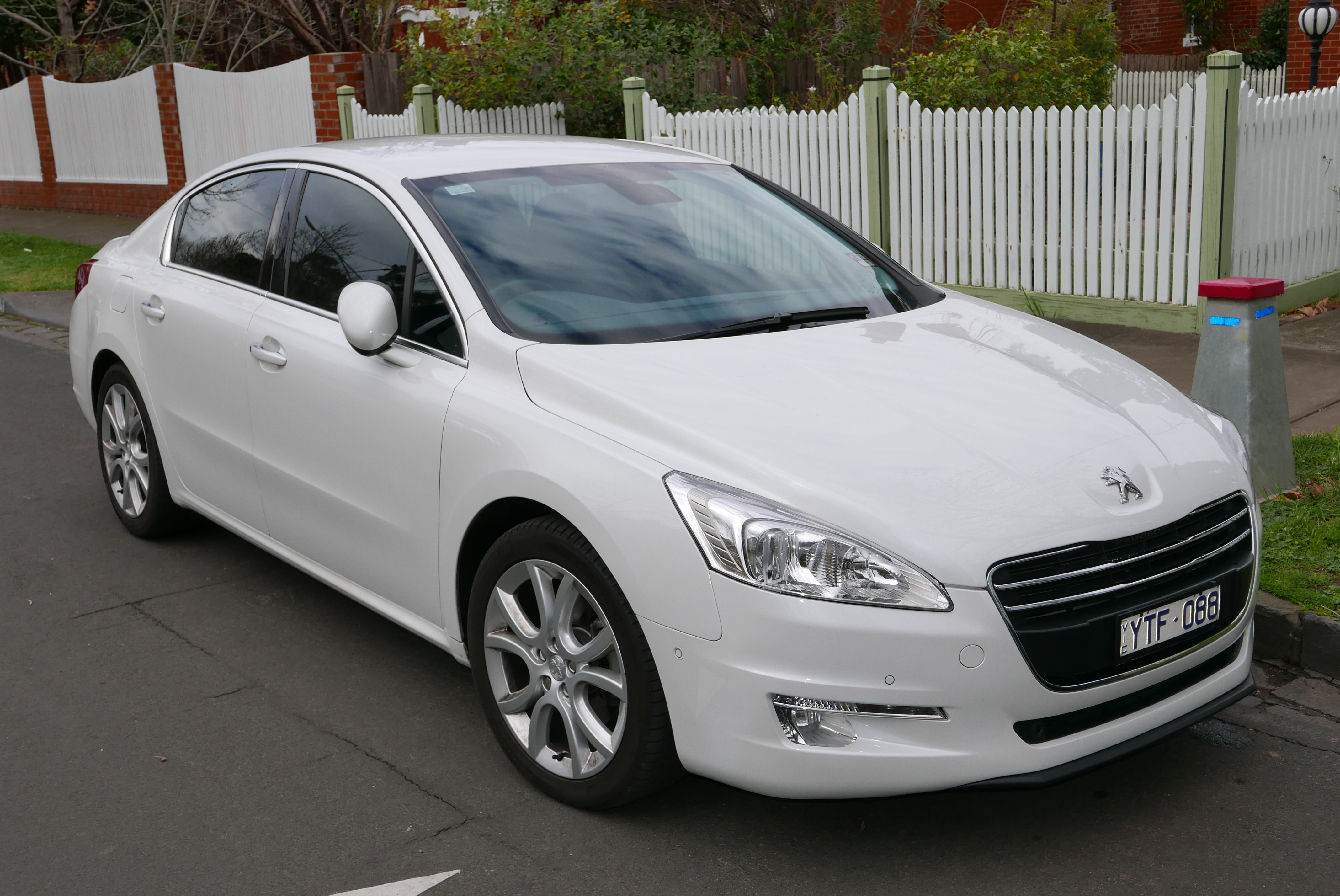
Peugeot 508 («АгромашХолдинг»)

### Легковые автомобили
- СарыАркаАвтопром (в 2019 году выпущено 25802 автомобилей на сумму в 186,609 млн тенге)[1]
- КМК «Астана Моторс»
- АгромашХолдинг
- Азия Авто (с 2021 года простаивает[6])

### Грузовые автомобили и автобусы
- КМК «Астана Моторс»
- КАМАЗ-Инжиниринг
- КазБелАЗ
- Hyundai Auto Trans
- СемАЗ